# Tiếng Khoekhoe
Tiếng Khoekhoe, Khoekhoegowab, còn được gọi bằng thuật ngữ dân tộc là Nama và trước đây là Hottentot, là ngôn ngữ phổ biến nhất trong những ngôn ngữ phi Bantu ở nam châu Phi có chứa âm vị "click" và do đó được phân loại lỏng lẻo thuộc ngữ hệ Khoisan. Nó thuộc ngữ tộc Khoe và được nói ở Namibia, Botswana và Nam Phi bởi ba nhóm dân tộc Nama, Damara và Haiǁom.
Dường như người Damara chọn ngôn ngữ cùng với người Nama ở Botswana và họ di cư đến Namibia riêng với người Nama. Người Haiǁom từng nói một ngôn ngữ Juu, sau đó chuyển sang tiếng Khoekhoe. Tên cho người nói tiếng Nama, Khoekhoen, bắt nguồn từ từ khoe "người", với điệp từ và hậu tố -n để chỉ số nhiều. Georg Friedrich Wreede là người châu Âu đầu tiên nghiên cứu ngôn ngữ này, sau khi đến Cape Town năm 1659. Tiếng Khoekhoe là ngôn ngữ quốc gia ở Namibia, nơi nó được sử dụng để giảng dạy cho đến cấp đại học cũng như trong hành chính công. Ở Namibia và Nam Phi, các tập đoàn truyền hình nhà nước sản xuất và phát các chương trình phát thanh bằng Khoekhoegowab.

## Phương ngữ
Các học giả hiện nay thường chia ngôn ngữ này thành ba phương ngữ:
- Nama - Damara, bao gồm Damara Sesfontein
- Haiǁom
- ǂĀkhoe, bản thân nó là một cụm phương ngữ trung gian giữa Haiǁom và Khoe Kalahari

Chúng đủ khác biệt để có thể được coi là hai hoặc ba ngôn ngữ riêng biệt.
- Eini (đã biến mất) cũng gần gũi nhưng hiện tại thường được tính là một ngôn ngữ riêng biệt[cần dẫn nguồn].

## Âm vị học

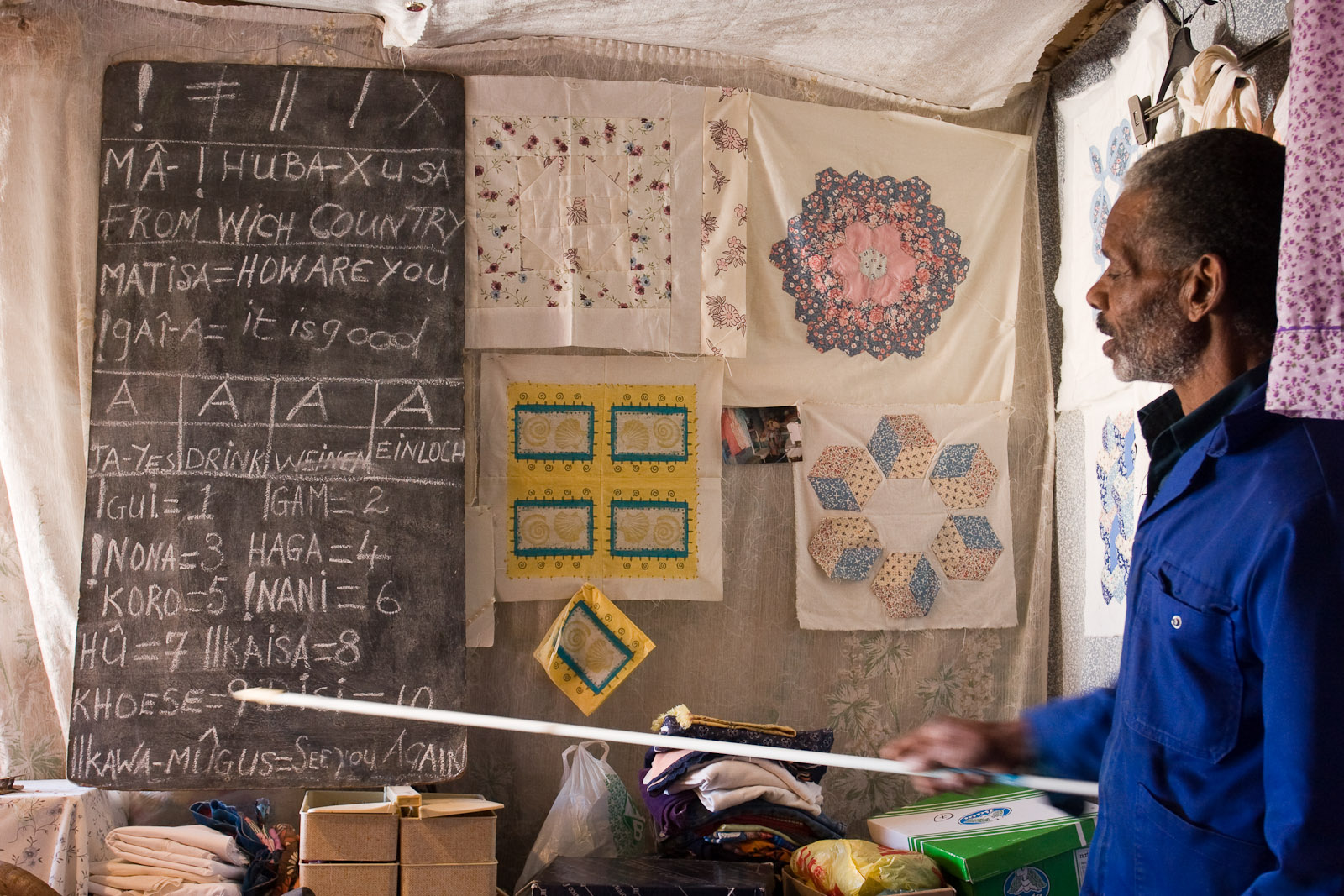
Một người đàn ông Nama dạy tiếng Khoekhoe

### Nguyên âm
Có 5 nguyên âm, có thể dưới dạng âm miệng /i e a o u/ và âm mũi /ĩ ã ũ/. /u/ là âm làm tròn mạnh, /o/ chỉ hơi làm tròn. /a/ là nguyên âm duy nhất với tha âm đáng chú ý; nó được phát âm là [ə] trước /i/ hoặc /u/.

### Thanh điệu
Tiếng Nama được cho là có ba hoặc bốn thanh điệu, /á, ā, à/ hoặc /a̋, á, à, ȁ/ có thể xuất hiện trên mỗi âm phách (nguyên âm và phụ âm mũi cuối cùng). Thanh cao khi xuất hiện ở một trong các nguyên âm đóng (/í ú/) hoặc trên âm mũi (/ń ḿ/) sẽ cao hơn so với trên nguyên âm vừa hoặc nguyên âm mở (/é á ó/).
Các thanh kết hợp thành một số 'liên thanh điệu', có dạng sandhi trong một số môi trường cú pháp nhất định. Các thanh điệu quan trọng nhất, với các dạng âm phụ trữ và liên thanh chính của chúng, như sau:
| Dạng gốc | Dạng sau sandhi | Ý nghĩa                     | Thanh điệu      |
| -------- | --------------- | --------------------------- | --------------- |
| ǃ̃ˀȍm̀s    | ǃ̃ˀòms           | húc, đánh (vật gì đó)       | thấp            |
| ǃ̃ˀȍḿs    | ǃ̃ˀȍḿs           | bầu vú                      | thấp lên cao    |
| ǃ̃ˀòms    | ǃ̃ˀòms           | đuổi khỏi (hang)            | trung           |
| ǃ̃ˀòms    | ǃ̃ˀòms           | nai, dê, hay cừu không sừng | cao lên cao     |
| ǃ̃ˀóm̀s    | ǃ̃ˀóm̏s           | nạy (gai)                   | thấp xuống thấp |
| ǃ̃ˀőḿs    | ǃ̃ˀóm̀s           | nắm tay                     | cao xuống thấp  |

### Trọng âm
Trong một cụm từ, từ đóng vai trò cho nghĩa có trọng âm nổi bật hơn từ đóng vai trò ngữ pháp. Trong một từ, âm tiết đầu tiên nhận được nhiều trọng âm nhất. Các âm tiết tiếp theo ít được nhấn hơn và được phát âm nhanh hơn.

### Phụ âm
Nama có 31 phụ âm: 20 âm click và chỉ 11 âm phi click.

## Ngữ pháp
Tiếng Nama có trật tự từ chủ-tân-động, có ba lớp danh từ/"giống ngữ pháp" (lớp gu/giống đực, lớp di/giống cái, lớp n/giống trung) và ba số (số ít, số kép, số nhiều). Ngôn ngữ có clitic để chỉ ngôi, lớp danh từ và số trong một cụm danh từ.
|                   | Số ít  | Số kép | Số nhiều | Nghĩa |
| ----------------- | ------ | ------ | -------- | ----- |
| Lớp di/giống cái  | Piris  | Pirira | Piridi   | dê    |
| Lớp gu/giống đực  | Arib   | Arikha | Arigu    | chó   |
| Lớp N/giống trung | Khoe-i | Khoera | Khoen    | người |

## Các từ và cụm từ phổ biến
- ǃGâi tsēs - Một ngày tốt lành
- ǃGâi ǁgoas - Chào buổi sáng
- ǃGâi ǃoes - Chào buổi tối
- Matisa - Bạn có khỏe không?
- ǃGâise gû re - Tạm biệt
- //Khawa mûgus - Hẹn gặp lại